# Xenotilapia sima
Xenotilapia sima — вид риб родини цихлових, знайдений у Бурунді, Конго, Танзанії і Замбії. Середовищем проживання виду є прісноводні озера.